# 猪熊兼古
猪熊 兼古（いのくま かねふる）は、江戸時代前期に活動した公家、神職、国学者。第28世平野社預。猪熊千倉（いのくま ちくら）の名で知られている。官位は従五位下、神祇権少副。

## 生涯

### 世襲職の侵食と活路
現在の京都に生まれる。初名は兼之（かねゆき）。一族世襲職として平野社預に就任したが、西洞院時慶が平野社再興の折にこの世襲職を妨害して奪い、兼古は預職を辞した。
承応2年（1653年）、伊予宇和島藩の和霊神社創建に関与する。

### 頼重・光圀兄弟の崇敬
初代高松藩主松平頼重は、寛文4年（1664年）に兼古を招き、白鳥神社（現・東かがわ市鎮座）の初代宮司を務める。その信の篤さから、大名クラスの邸宅「猪熊家住宅」を拝領する。
頼重の同母弟・徳川光圀は、寛文7年（1667年）に水戸藩領内の神職、田所出羽・寺門兵庫の二人に対する神典伝授を依頼している。さらに、『大日本史』の編纂に関連し、古典について幾度も諮問しており、息子の兼魚と共にこれに協力している。
寛文12年（延宝元年、1673年）正月、隠居した頼重は聴徳院で神仏儒の典籍について聴講しているが、その初日に講師として招かれ、『日本書紀』について講義したという。
延宝7年（1678年）、京都に於いて行年77で卒去した。遺骸は浄福寺鐘楼の下に埋められ、墓は造営されなかったという。